# هیمانش کوهلی
هیمانش کوهلی (به انگلیسی: Himansh Kohli) (زاده ۳ نوامبر ۱۹۸۹) بازیگر هندی است.
از فیلم‌هایی که وی در آن نقش داشته است می‌توان به دوستی اشاره کرد.